# Литература Великого княжества Литовского
Литература Великого княжества Литовского ― литература, сложившаяся в XIV—XVIII веках на землях Великого княжества Литовского (нынешняя Беларусь, Литва, частично Украина, Россия и Польша). Многоязычная литература Великого княжества Литовского развивалась на западнорусском, старославянском (церковнославянском), польском, латинском и литовском языках. Представлена различными жанрами — летописанием, историческими хрониками, повествовательными и описательно-беллетризованными формами, поэзией, публицистикой, драматургией.
Одной из особенностей литературы была её поликонфессиональность: наряду с религиозными православными произведениями существовали католические, протестантские, униатские. Разница религиозных взглядов привела к возникновению полемической литературы, также давшей ряд талантливых авторов.

## Истоки литературы Великого княжества Литовского
В XII—XIII веках на территории будущего Великого княжества Литовского литературным творчеством занимались православные монахи-книжники, среди которых наиболее известны Кирилл Туровский, Евфросиния Полоцкая, Авраамий Смоленский и Климент Смолятич. Сохранилось наследие Кирилла Туровского: 8 «слов» (поучений), 3 притчи, около 30 молитв и несколько канонов. Евфросиния Полоцкая переписывала и распространяла книги, «писала летописи» и оригинальные произведения. В конце XII—XIII веке на этих землях было создано первое агиографическое произведение — «Житие Евфросинии Полоцкой».
Архимандриту Авраамию Смоленскому приписывают «Слово о небесных силах, чего ради создан был человек», «Слово о мытарствах и страшном суде», «Сказание о замогильной жизни». В «Житии» Авраамия Смоленского герой вступает в борьбу не с язычниками, а с единоверцами и духовенством. Из произведений митрополита Климента Смолятича сохранилось «Послание Фоме просвитеру», где толкуются библейские тексты, заметно знание автором философии Платона и Аристотеля.

## Литература в XIV—XV веках
В XIV веке в Великом княжестве Литовском имели хождение произведения канонической литературы, жития святых, патерики, разнообразные сборники «слов». Из Евангелий, переписанных в XIII—XIV веках, известны Полоцкое, Лавришевское, Оршанское, Мстижское, Друцкое. Они свидетельствуют о довольно высоком мастерстве книжников в оформлении рукописей.
Общегосударственным письменным языком при великом князе литовском Ольгерде стал западнорусский. Это подвигло к появлению в XV веке на западнорусском языке таких известных произведений, как «Страсти Христовы» и «Житие Алексия, человека Божьего». Событий Великого княжества Литовского касаются Смоленская летопись второй половины XIV-начала XV века (сохранилась в отрывках в составе русских летописных сводов XV века) и «Хождение Игнатия Смолянина», написанное в конце XIV или в начале XV века. Хотя эти памятники хронологически лежат на грани двух эпох ― эпохи раздробленности и эпохи объединения в границах одного государства, они созданы ещё в русле былых литературных и языковых традиций. В другом ключе написаны летописные «Чудеса святого Николая в Лукомле» (конец XIV в.).
Историко-литературные сочинения летописного характера, созданные в XIV—XVII веках на территории Великого княжества Литовского, по предложению белорусского историка Николая Улащика названы белорусско-литовскими летописями. Это четыре отдельных произведения: Летописец великих князей литовских, Белорусско-литовская летопись 1446 года (первый свод), Хроника Великого княжества Литовского и Жомойтского (второй свод), «Хроника Быховца».
Расцвет регионального летописания свидетельствовал о росте исторического самосознания и укрепления государственности. Отдельные произведения, включённые в состав летописей (например, первое самостоятельное историческое сочинение — «Похвала Витовту»), ознаменовали зарождение панегирического жанра светского направления, а «Летописец великих князей литовских» — исторической беллетристики. Белорусско-литовские летописи насыщены легендами, преданиями, вставными воинскими повестями, но структура их иная, нежели, допустим, в «Повести временных лет». Погодичная форма записей в них сочетается с ретроспективным взглядом в прошлое, стиль летописей более лаконичен и выразителен. Они позже стали источниками исторических хроник Матея Стрыйковского, Александра Гваньини и Мартина Бельского.
К литературным произведениям этого времени относится «Изложение о православной истинной вере» Спиридона, который в 1474 или в 1475 годах в Константинополе был рукоположён митрополитом киевским. Согласно летописям, Спиридон подкупил патриарха и его рукоположили «повелением турецкого царя». Видимо, это и стало причиной, почему в Великом княжестве Литовском его не приняли. Первая часть «Изложения» рассказывает о семи вселенских соборах. Затем Спиридон пишет о себе, о своем рукоположении в митрополиты. Автор стремится оправдать свои претензии на митрополитскую кафедру и показать приверженность православию. Уже принявший схиму и заключённый в Ферапонтовом монастыре, в возрасте 90 лет Спиридон написал произведение под названием «Послание о Мономаховом венце» ― рассуждение о династии русских князей и богоявленности княжеской власти.
В 1476 году подскарбием земским Великого княжества Литовского неким «отцом Иоанном» было сочинено послание под названием «Посольство к папе Римскому Сиксту IV от духовенства, и от князей, и от господ русских». Его также подписали киевский митрополит Мисаил, архимандрит Киево-Печерской лавры Иоанн и другие духовных и светские лица Великого княжества Литовского. Это произведение, являясь панегириком папе Сиксту IV, тем не менее, пытается противостоять попыткам Рима лишить православную церковь самостоятельности.
Григорий Цамблак происходил из знатного валашского рода, образование получил в Тырновском монастыре, около 1400 года стал монахом, игуменом сербского монастыря. В 1409 году в Киеве он познакомился с великим князем Витовтом, после чего предпринял все усилия, чтобы получить митрополичью должность в Великом княжестве Литовском. Новогрудский Собор западнорусских епископов в 1415 году рукоположил Цамблака во митрополиты киевские и литовские. Но Константинополь его не утвердил. Москва тоже не желала видеть Цамблака митрополитом. После недолгого пребывания в Вильно, Цамблак жил в Сербии, затем в Молдове. Он написал около 40 проповедей на церковнославянском, известны 26 ― это дидактические послания, отклик на церковные праздники и события религиозной жизни: «Похвальное слово Евфимию Тырновскому», «Како держат веру немцы» и др. Самое интересное его произведение ― «Слово о мучениях Иоанна Нового в Белграде». Работы Цамблака переписывались в монастырях ВКЛ, проповедники ему подражали. Московский митрополит Макарий поместил сочинения Цамблака в своей Четьи-Минеи.
Сын дрогобычского шляхтича Юрий Дрогобыч-Котермак окончил Ягеллонский университет в Кракове и со временем стал ректором Болонского университета и королевским лекарем. В 1482 году по заказу папы Сикста IV он составлял астрологическое предсказание на будущий год, и параллельно написал на латыни книгу «Прогностическая оценка текущего 1483 года» (Рим), где наравне с предсказаниями затмений, болезней и пр. поместил известные ему различные астрономические и географические сведения. Также известны его «Трактат о солнечном затмении 20 июля 1478», «Трактат из шести разделов о солнечном затмении» (1490). Написал несколько стихотворений, адресованных Сиксту IV. Способствовал изданию «Часослова» — первой книги на западнорусском языке. Работы Юрия Дрогобыча были известны в Европе, их переводил немецкий историк Хартман Шедель, высоко отзывался профессор-метеоролог Густав Гельман.
Помимо оригинальной, в Великом княжестве Литовском довольно активно развивалась и переводная литература. Обычно на старославянский язык переводились основные христианские книги (Библия, Евангелия, списки Псалтыри), позднее — обработки библейских сюжетов (апокрифы, жития, поучения, послания, «слова», хроники), затем — сборники афоризмов из Библии и книг античных авторов, среди них наиболее известны «Пчела», дидактические христианские повести «Об Акире Премудром», «История о Варлааме и Иоасафе».
Распространились переводные светские эпические произведения: героическая повесть «Девгениево деяние», «Сказание об индийском царстве», «Повесть о разорении Иерусалима» («Иудейская война») Иосифа Флавия. Они пользовались популярностью вплоть до XVII века.

## Литература в XVI веке
Новый этап литературного развития начался в XVI веке. Он был связан с социальными, политическими и культурными преобразованиями в обществе, обусловленными проникновением в Великое княжество Литовское идей Возрождения, Реформации, изменениями в миропонимании, возникновением книгопечатания. Культура Великого княжества Литовского, творчески осмысливавшая античную и современную ей западноевропейскую традиции, в середине XVI века уже могла представить ярких писателей.
Первые книги Библии, переведённые доктором медицины из Полоцка Франциском Скориной на местный извод церковнославянского языка, были напечатаны в 1517—1519 годах в Праге, последующие книги — в 1522—1525 годах в Вильне. Только в Праге Скорина издал 24 книги. Он стал также начинателем жанра предисловий в литературе.
Этот период характеризуется появлением многочисленных произведений делового назначения (грамоты, акты, письма и др.), приведших к оформлению местной юридической мысли в Литовских Статутах: 1529 (одном из первых в Европе систематизированном своде законов по всем отраслям права), 1566 и 1588 годов.
Одним из первых поэтов-латинистов Великого княжества Литовского был Николай Гусовский, лирико-эпическая поэма которого «Песнь о зубре» (Carmen Nicolai Hussoviani de statura, feritate ac venatione Bisontis) по мироощущению отличается ренессансным характером, а по образности является реалистически-конкретной. Элегический двустих поэмы с внутренними рифмами (сочетание гекзаметра с пентаметром) даёт богатый звуковой и ритмический рисунок строки. Вторая, менее известная поэма Гусовского ― «Новая и знаменитая победа над турками в июле месяце» (Краков, 1524) — посвящена победе над турками под Трембовлем в 1524 году и написана им за один день. Тогда же в Кракове им создана поэма «Жизни и деяния святого Гиацинта» (1525), написанная ко дню чествования святого монаха-доминиканца Гиацинта.
Первый известный нам поэт этого времени с территории современной Украины ― новолатинский поэт Павел Русин (Павел из Кросно), учившийся в Германии и Краковской академии. Его творческое наследие насчитывает около 4000 строк, объединённых под названием «Pauli Crosnensis Rutheni Carmina» (Вена, 1509). Одно время он был учителем Николая Коперника. Русский учёный И. Н. Голенищев-Кутузов писал, что «в своих книгах магистр Павло неизменно называл себя русином», польский литературовед А. Елич дополняла, что он «считал себя русином и подписывался Паулюс Рутенус».
Около 1543 года каноник киевский Ян Андрушевич написал дидактическую поэму по легенде об убийстве в Вильно при князе Ольгерде 14 монахов-францисканцев. Одной из первых отдельных стихотворных книжек были 12 двустиший Андрея Рымши на латинском ― «Которого ся месяца што за старых веков диело короткое описание» (1571). В этой своеобразной хронике говорилось о 12-ти библейских событиях, связанных с определёнными днями (25 декабря ― Рождество Христово, 6 января ― праздник Трех царей и т. д.). В последней четверти XVI века стихи появляются в сборниках Киевского и Загоровского монастырей, выходит «Скарга нищих к Богу». Интересно его повествование о военных подвигах князя Кшиштофа Радзивилла. Панегирический характер носит стихотворение Яна Пашкевича «Полска квитнет лациною…», большое распространение получают эпиграммы — риторическо-образные прославления магнатских гербов.
Со второй половины XVI века начинают выходить первые украинские стихи («пашквиль» Я. Жоравницкого, 1575; вирши Герасима Смотрицкого в «Острожской библии» (1581). Появляются лексикологические труды — «Грамматика славенска языка» (1586), «Адельфотес» (1591) Арсения Элассонского, «Наука ка читаню и розуменню писма словенскаго и грамматика» (1596) Лаврентия Зизания.
В начале XVII века появляются первые драматические опыты — вирши-декламации и диалоги: «На рождество господа бога…» (1616) Памвы Берынды, автора крупнейшего лексикологического труда «Лексикон словеноросский» (1627).
Впоследствии, с переходом восточноукраинских земель к Речи Посполитой в результате Люблинской унии, часть поэтов стала писать на польском и латинском языках (Д. Наборовский, Соломон Рысинский). Появилась историческая проза — «Письма» оршанского старосты Филона Кмиты-Чернобыльского, «Дневник» (1564) Фёдора Евлашовского.
Выдающимся деятелем реформационного течения был Симон Будный писавший на западнорусском, польском и латинском языках. Ему принадлежит Катехизис (Несвиж, 1562) с антиклерикальным предисловием, перевод Нового Завета (1574). Согласно польскому историку Г. Мерчингу, который причислял Будного к польскому просвещению, Будный первым в мире предпринял попытку всесторонней критики текстов Нового завета. Примечательны полемические трактаты Будного, в том числе сочинение «О светской власти» (1583).
Менее богато в количественном отношении наследие современника и единомышленника Будного — Василия Тяпинского. Он перевёл на западнорусский язык Евангелие (1570-е), в предисловии к которому писал о равнодушии духовенства и князей к насущным проблемам страны, об их пренебрежительном отношении к родному языку.
Профессор Падуанского университета, а с 1555 года протестантский министр Пётр из Гонёндза активно участвовал в антитринитарских синодах, полемизировал с Будным, отрицая церковно-теологическую и философскую схоластическую традицию, выступал против частной собственности. За книгу «О сыне Божьем, человеке Христе» (Краков, 1556) его отлучили от церкви. По приказу Николая Радзивилла «Чёрного» тираж книги был уничтожен. Сохранились только религиозно-полемические произведения Петра, изданные в Венгруве примерно в 1570 году.
В связи с унией, 1570-е годы дали интересную полемическую литературу как со стороны православного духовенства, так и католического («О единстве церкви Божией» Петра Скарги, 1577, («Апокрисис» Христофора Филалета, 1597; «Фринос» Мелетия Смотрицкого, 1610; «Диариуш» Афанасия Филипповича, 1646).
Известно около 60-ти полемических сочинений, которые можно условно разделить на три вида: до 1596 года — отрицание православными писателями идеи церковной унии, отрицание святости папы римского; до 1620 года — Брестской унии; до войны 1648—1654 годов, когда полемика исчерпала себя: открытые письма, полемические трактаты, памфлеты на церковнославянском, западнорусском, польском и латинском языках. Полемика началась с выходом в 1566 году книги краковского профессора-иезуита Бенедикта Гербеста «Wypisanie drogi» («Описание дороги»), где он рассказывал о своем путешествии во Львов и другие города Русского воеводства и выражал уверенность в скором объединении католической и православной церквей на условиях Ферраро-Флорентийского собора.
Писатель и ученый Мелетий Смотрицкий в полемическом произведении «Тренос, то есть плач единой всемирной апостольской восточной церкви с объяснением догматов веры» (1610) писал о гонимой православной церкви и её несчастных прихожанах ― крестьянах и мещанах..
Выдающимся полемистом был монах и писатель Иван Вишенский, живший во второй половине XVI — первой четверти XVII века. Уйдя из Луцка, он 40 лет жил в Афонском монастыре, много путешествовал. До нас дошло 17 его произведений («Разоблачение дьявола-светодержца», «Послание к ушедшим от православной веры епископам», «Короткословный ответ Петру Жалобе» и др.). В 1598 в Острожской «Книге» он опубликовал послание Константину Острожскому и православным, написанное им от имени монахов Афона. Около 1600 на Афоне издал «Книжку», куда вошли «Извещение краткое», «Писание до всех обще, в Лядской земли живущих», послание князю Константину Острожскому и епископам, а также «Обличение диавола-миродержца» и др. В 1600—1601 гг. Вишенский издал полемический «Краткословный ответ» католическому теологу Петру Скарге.
Игумену Троице-Сергиева монастыря Артемию, сбежавшему в 1554 от царя Ивана Грозного в Слуцк, принадлежит 14 посланий, написанных западнорусским полууставом, обращенных к царю. Из 14 посланий 9 направлены против протестантского движения в Великом княжестве Литовском.
На язык, близкий к украинскому народному, Михалом Василевичем и архимандритом Пречистенского монастыря на Ровенщине Григорием по заказу княгини Анастасии Заславской (урождённой Гольшанской) переводится с церковнославянского («Пересопницкое Евангелие», 1556—1561), название которого происходит от местечка Пересопница на Ровенщине. Рукописная книга оформлена орнаментом в духе Возрождения. Среди исторических хроник и повествований выделяется «Краткая Киевская летопись» (XV—XVI вв.). При монастырях появились Густынская, Острожская, Межигорская летописи.
Первой книгой на литовском языке, выпущенной в Великом княжестве Литовском, стал лютеранский катехизис Мартинаса Мажвидаса, изданный в Кенигсберге (1547)
. В стихотворном обращении к литовцам звучит призыв обращаться к христианству, при этом пользоваться родным языком, чтобы и простой люд понял суть учения. Об этом говорили и проповеди («Постилла») И. Бреткунаса. В самой же Литве первые литовские книги были изданы иезуитами. Каноник М. Даукша адаптировал для народа катехизис и проповеди («Постилла Даукши», 1595), где в предисловии осуждал шляхту, презирающую родной язык, потому что с гибелью языка исчезнет, как он считал и литовский народ.
Епископ самогитсккий (жемайтский) Мельхиор Гедройц ратовал за сохранение государственности княжества после Люблинской унии, содействовал подготовке ксендзов, владевших литовским языком, помогал изданию литовских книг. Так, он выпустил «Постилу католическую» Якуба Вуека (1599) в переводе Микалоюса Даукшы, перевод катехизиса, сделанный иезуитом Ледесмой ― «Катехизис, или наука, необходимая каждому христианину», 1595. Известно одно собственное произведение Гедройца: «Элегия на смерть Катерины Волович» (Elegia in mortem Catharinae Wolowicz, Regiomonti, 1561).
Секретарь королей Сигизмунда Августа, Стефана Батория и Сигизмунда Вазы правовед Андрей Волан известен как блестящий полемист-протестант. Предположительно, он, полемизируя со Станиславом Ореховским, защищая Николая Радзивилла Рыжего и протестантов, выпустил на латинском языке сочинение «Разговор поляка с литвином» («Rozmowa polaka z litwinem»), за которым следует целый ряд полемических трудов, в основном по богословским вопросам. Из них можно выделить «О счастливой жизни, или высшее человеческое добро» (Вильно, 1596). Волан участвовал во многих диспутах, полемизируя с А. Поссевино, Скаргой. Он автор около 40 произведений на латыни, — политических, правовых трактатов, богословских трудов против католиков-иезуитов, посланий, проповедей. Работы Волана выходили в Вильно, Кракове, Данциге. Примечательно его сочинение «De politica hominum societate» (1572), где рассматриваются вопросы равенства сословий. Работы Волана были внесены католической церковью в «Индекс запрещённых книг». Именем Андрея Волана названа улица в Вильнюсе
.
Упоминавшийся выше переводчик Библии на польский язык, автор и составитель религиозных текстов, иезуит Якуб Вуек был ректором Виленской иезуитской академии. Известны его проповеди, изданные в Кракове и Познани. Автор первого католического польского перевода Библии, одобренного папой Климентом VIII.
Украинский «Демосфен», как его называли, философ Станислав Ореховский (Роксолан) выпустил труд «Напутствие польскому королю Сигизмунду Августу», затем книгу о православном крещении («Baptismus Ruth»), доказывавшую, что особой разницы между православием и католичеством нет.
Профессор Виленской иезуитской академии, польский философ и богослов Мартин Смиглецкий известен как активный полемист Великого княжества Литовского. Украинец по происхождению, он в Риме изучал теологию и философию, был ректором ряда иезуитских учебных заведений. М. Смиглецкий являлся ярым противником арианства. По своим лекциям, читанным в Виленской академии, он написал двухтомный труд «Логика» (1618), где, опираясь в рассуждениях на воззрения Фомы Аквинского, анализировал «Логику» Аристотеля. Эта работа Смиглецкого неоднократно переиздавалась и пользовалась большим уважением у теологов. Смиглецкий написал также работу об экономике ― «О ростовщических процентах» (Вильно, 1596), на польском языке, рассчитанную на широкий круг читателей. Здесь он рассматривал крепостничество как пережиток рабства, несовместимый с христианской моралью. Что касается непосредственно ростовщичества, то он его определял как грех. Известен новогрудский диспут Смиглецкого с поэтом и философом Юзефом Доманевским, который настолько приблизился в своих рассуждениях к атеизму, что его исключили из социнианской общины. На польском и латыни в Любче напечатаны в 1620—1623 гг. морально-назидательные стихи Доманевского «Жизнь сельская и городская», «Предостережения…» и др.
Настоятель прихода в местечке Лабгува (ныне Полесск в Калининградской области), а затем кенигсбергский пастор Йонас Бреткунас ― один из основоположников литовской литературы, переводчик Библии на литовский язык. Составил хроники Восточной Пруссии («Chronicon des Landes Preussen», 1578—1579), сохранившиеся неполностью. Переводил сочинения немецких протестантских теологов на литовский язык, в 1589 издал книгу церковных песнопений, песенник с нотами, первый литовский молитвенник. Самая главная его работа ― книга оригинальных и компиляционных проповедей (почти 1000 страниц) «Постилла» «Postilla, tatai esti Trumpas ir Prastas Ischguldimas Euangeliu, sakamuiu Baszniczoie Krikschonischkoie» (1591). Проповеди на литовском оказали влияние на развитие литовского языка, в особенности на его письменную структуру/
Михалон Литвин (предположительно — Михайло Тышкевич), посол ВКЛ при дворе крымского хана, оставил в 1548—1551 гг. записки «О нравах татар, литовцев и москвитян» («De moribus tartarorum, lituanorum et moscorum»), изданные в Базеле в 1615. В них он сетовал на падение нравов, критиковал некоторые церковные обряды, недостатки в управление государством. Русский перевод записок с параллельным латинским текстом издан Н. В. Калачовым в «Архиве историко-юридических сведений, относящихся до России» (СПб., 1854, т. II).
Ректор арианской школы в Ивье Ян Намысловский выпустил в Лоске учебник по логике «Пособие для овладения учением Аристотеля» (1586), в котором отвергал божественность Иисуса Христа, в 1589 у него вышел сборник стихов-афоризмов назидательного характера «Сентенции, необходимые в общественной жизни». В 1592 на польском языке издал работу «Анатомия и гармоничность христианского человека», в 1597 году «Обращение к братьям-евангелистам», где призывал кальвинистов к союзу с арианами в противодействии католической реакции. В 1598 выпустил полемическую работу «Каталисис», направленную против кальвинистской шляхты.
Виленский войт, секретарь королевский Августин Ротундус, активный сторонник независимости ВКЛ от Польши, принимал участие в редакции Статута Литовского. Ему приписываются латиноязычные сочинения «Литовская хроника или история» и «Краткая история литовских князей» в одном из экземпляров третьей редакции Статута. В них излагается версия происхождения великих князей литовских от древнеримского патриция Палемона, содержится призыв возобновить использование латыни как настоящего языка литвинов.
Христофор Филалет ― церковно-религиозный деятель и писатель ВКЛ, автор выдающегося произведения полемической литературы «Апокрисис» (1597), направленного против Брестской унии и написанного в ответ на книги её апологетов П. Скарги и И. Поцея. Предполагают, что под именем Фалалета выступал волынский протестант Мартин Броневский. «Апокрисис» (по-гречески ответ) вышел под псевдонимом, ― видимо, автор опасался преследований. Автора не обнаружили, но книгу, несмотря на желание анонимного автора уберечь её «от огня человеческой злобы», сожгли. Сохранилось несколько экземпляров. Цель книги ― «показать нагу невинность, а противной стороны преступность», показать неправду «в нынешнем, а тем более в будущих веках, которые будут беспристрасно судить о вещах, заградить уста противникам, которые, если не отвечать им на клевету, найдут себе в этом повод торжествовать». Уже название первой части книги показывает, насколько смел и решителен автор ― «О соборных деяниях в Бресте духовных и светских лиц древней греческой веры и о преступлении митрополита киевского и владык владимирского, луцкого, полоцкого, пинского и холмского, от которых отстали те лица». Третья часть ― «О монархии или единовластии римских пап» ― отрицает право на единовластие папы римского: довольно смелое утверждение по тем временам. Анонимный автор назвал в предисловии свою книгу костью, которой униаты подавятся. Действительно, реакция была бурной: «Автор Апокрисиса наполнил свою книгу таким множеством непристойных и ложных вещей, что и сам дьявол, вылезши из ада, не смог бы сочинить большей неправды».
В XVI веке в Великом княжестве Литовском появились в западнорусской обработке «Повесть о Бове», «Сказание о Мамаевом побоище», «Сказание о туровском монахе Мартыне», «Летописная повесть про монашеский постриг княгини Рогнеды, дочери полоцкого князя Рогволода». Тогда же на западнорусский язык стали переводиться западноевропейские романы, например, сохранившиеся в Летописи Красинского («Книга о Таудале рыцаре», XII в.), «Повесть о Трыщане и Ижоте» ― популярная в европейской литературе легенда о Тристане и Изольде, роман «Александрия», «Повесть о Трое», «Повесть об Атиле», «Сказание о Сивилле-пророчице» ― о приходе Христа в предсказаниях Сивиллы, «История Варлаама и Иосифа» в редакции Симеона Полоцкого, «Шестикрыл» ― астрономическая книга Эммануэля Бен-Якоба, «Логика» Маймонида Аль-Газали, арабского учёного X века. Вышедшая в Польше в 1564 году «Хроника всего мира (Kronika wszystkyego swyata)» Мартина Бельского, где-то между 1564 и 1572 годами также переведена на западнорусский язык, с которого в 1584 году был сделан русский перевод.
К летописным произведениям обычно относят «Хронику Быховца», принадлежащую к третьему своду литовско-белорусских летописей, она создана в 1550—1570-х годах в районе Новогрудок―Слуцк. Найдена в библиотеке гродненского помещика А. Быховца, отсюда и название. Начинается хроника с князя Палемона и заканчивается разгромом крымских татар под Клецком (1506). В Хронике возвеличивается князь Витовт, его роль в военных сражениях. Польша преподносится как враг Великого княжества Литовского.
В конце XVI-начале XVII века создана Баркулабовская летопись. Есть предположение, что её автором был «житель белорусского городка Баркулабово и принадлежал к православному духовенству». Он записывал «известное ему как очевидцу или современнику; причём включал в свою хронику и записки других очевидцев или ходившие в то время по рукам универсалы, письма и др.»
.

## Литература в XVII—XVIII веках
Духовная жизнь второй половины XVII―начала XVIII века характеризовалась культурным отступлением: забывались достояния эпохи Возрождения и Реформации, в науках и образовании стали доминировать схоластика и религиозная нетерпимость. Всё это стало определяющими принципами контрреформации. Однако условия развития культуры ВКЛ XVII—XVIII веков определили её специфичную черту — полилингвистический характер. Уроженцы Великого княжества Литовского писали на латинском, польском, часто на немецком и французском языках, но их произведения, позиция автора оставались духовно близкими к местным истокам.
Контрреформация оказала сильное влияние на шляхетскую культуру ВКЛ, и в особенности на литературу и искусство. Реформация, сражаясь за «дешевую церковь», отказывалась от внешнего и внутреннего украшения храмов. Контрреформация стремилась к величию и помпезности, к воздействию на чувства верующих синтезом разных видов искусства ― архитектуры, живописи, скульптуры, музыки, публичных театрализованных зрелищ. Во время торжественных богослужений, театрализованных шествий и представлений всё было подчинена единственной цели: склонить человека к мысли о тщетности земной жизни в пользу жизни небесной. Господствующим художественным стилем эпохи контрреформации было изысканное барокко. Литература находилась в переходном этапе от средневекового состояния к художественным формам и идеям нового времени. Не развиваться она не могла, пусть и отмирали со временем жанры летописания, полемической и житийной прозы, панегирическое стихосложение, но рождались песенно-интимная лирика, юмористическая и пародийно-сатирическая поэзия, интермедия и др.
Литературная жизнь Великого княжества Литовского XVII—XVIII веков была тесно связана с литературной жизнью Речи Посполитой вообще, и являлась, в определённой степени, его слагаемым (хотя и дифференцированным). Через Варшаву, Краков и Вильно приходили новые западноевропейские течения, новые веяния. Литература ВКЛ второй половины XVII — середины XVIII века развивалась преимущественно под влиянием европейского барокко. Для письменности этой поры характерны разные идейные и стилевые тенденции, разные «штили» ― высокий, который соответствовал востребованиям элиты общества, средний с ориентацией на вкусы средней и мелкой шляхты, горожан, и низкий ― народный. Между этими тремя слоями шло взаимное проникновение художественных форм. Одними из наиболее значительных представителей тогдашней литературы являлись Симеон Полоцкий и Андрей (Ян) Белобоцкий. Именно их творчество стимулирует становление русской силлабической поэзии и распространение идей барокко в духовной жизни.
В XVII веке появилось много мемуаров («Диариуши» С. и Б. Маскевичей, Обуховичей, А. Каменского-Длужика, Афанасия Филипповича, воспоминания Я. Цадровского, С. Незабитовского, записи о военных походах Я. Сапеги и др. Возродился жанр проповеди (в творчестве Стефана Зизания, И. Поцея, Леонтия Карповича, М. Смотрицкого). Успешно развивалась ораторская проза светского направления (речи великого гетмана литовского Г. Ходкевича, Л. Сапеги).
Ценными источниками культуры, быта и политической жизни Великого княжества Литовского стали городские хроники, из которых наиболее интересны Могилёвская хроника (Хроника Сурты-Трубницких) и Витебская летопись. Могилёвская хроника составлялась в течение нескольких лет разными людьми, начал её в 1693 году могилёвский купеческий староста Трофим Сурта, продолжили регент Юрий Трубницкий, его дети и внуки. Кроме собственных наблюдений, авторы использовали тексты летописей, документы могилёвского архива, свидетельства очевидцев, литературные произведения первой половины XVIII века. Написана в основном по-польски, часть на русском.
В 1768 году, на основе местной летописи Михаила Панцырного о событиях 896―1709 гг. и записей Чарновских, жителем Витебска Стефаном Аверкой составлена на польском языке так называемая Витебская летопись (Летопись Панцырного-Аверки; польск. Dzieje miasta Witebska). Её содержание ― краткие погодовые записи-сообщения, взятые в основном из польских хроник, ― исторические события Польши и Великого княжества Литовского, представляют интерес сведения о военных событиях конца XVII-начала XVIII веков. Даны списки витебских воевод, членов магистрата.
В первой половине XVII века появились сатирические произведения: в анонимной «Речи Мелешки» и «Послании к Обуховичу» обличались нравы магнатов, оказавшихся под польским влиянием после Люблинской унии, оформившей образование федеративного государства Речи Посполитой, и Брестской унии. Возникло множество социально-бытовых сказок, образцов песенной лирики, — то есть барокко синтезировало средневековые и ренессансные традиции, литературные и фольклорные истоки. В литературе происходила демократизация героя, стиля, особенно в интермедиях (вставки между актами школьной драмы, многоактная «Комедия» К. Марашевского, 1787), поставленная в Забельском доминиканском коллегиуме.
Ректор Виленской академии иезуит Альберт (Войцех) Виюк-Коялович кроме ряда полемических сочинений, обращенных к кальвинистам, и богословских трактатов, оставил ряд сочинений по истории Литвы и Западной Руси, представляющие интерес и сейчас. Основной его труд ― «История Литвы». Для автора «История Литвы» ― это история независимого Великого княжества Литовского до Люблинской унии. Коялович представляет ВКЛ как державу, относящуюся к западноевропейскому сообществу. Собственно, книга ― это концепция государственного патриотизма.
Фёдор (Теодор) Евлашевский из шляхетского рода герба Топор был подсудком в Новогрудке, избирался от новогрудской шляхты в варшавский сейм, являлся одним из авторов «Трибунала Великого княжества Литовского» ― уголовного кодекса ВКЛ. Его дневник-воспоминания (1603—1604), написанный на западнорусском языке с заметным влиянием польского, — ценный источник сведений о политической жизни, истории и быте шляхты Великого княжества Литовского второй половины XVI века. Это одно из самых ранних мемуарных восточноевропейских произведений. Дневник обнаружил и опубликовал в 1886 году с предисловием в «Киевской старине» историк В. Антонович. Евлашовскому приписывается авторство термина «Золотой век белорусской истории», о первых семидесяти летах XVI века. Уже в наше время украинский писатель Юрий Щербак защитил по «Дневнику» кандидатскую диссертацию. Как он отмечает в автореферате, "детальный источниковедческий анализ дневника, исследования мировоззренческих позиций автора представляет особую ценность для изучения ментальности и мировоззрения человека излома средневековья, а также начал мемуаристики на территории Великого княжества Литовского и Речи Посполитой, как первых проявлений артикулированного самоосознания «эго».
Выходец из новогрудской шляхты Юзеф Бака учился в Виленской академии, преподавал в иезуитских коллегиумах Великого княжества Литовского, доктор богословия. Писал на латинском и польском языках, издал несколько книг духовной прозы и две книги стихов (1766). Стихи считались современниками просто-напросто бессмысленными. Но после переиздания их Владиславом Сырокомлей в 1855 году, признание Баки с конца XIX — начала XX веков росло от десятилетия к десятилетию. Ныне Юзеф Бака считается в Польше лучшим поэтом позднего барокко. О творчестве Бака писали Чеслав Милош, Станислав Гроховяк, Ярослав Марек Рымкевич. Его сравнивают с Джоном Донном и другими английскими поэтами-метафизиками.
Княгиня Франтишка Урсула Радзивилл ― первая писательница в Великом княжестве Литовском. Она написала около 80 стихотворений, 16 назидательных трагедий и комедий на польском и французском языках, 17 либретто для несвижского домашнего театра. В одних пьесах она говорила о необходимости просвещения, в других осуждала неверных мужей, но доминирующей темой была любовь. Произведения Франтишки Радзивилл опубликованы отдельной книгой лишь после её кончины, став для потомков ценным историко-литературным документом Великого княжества Литовского.